# Antyblok
Antyblok – mianem tym określano w latach 1911-1914 sojusz prawicowych stronnictw galicyjskich, skupionych wokół Narodowej Demokracji.
Powstał w reakcji na powstanie Bloku namiestnikowskiego. Określenie to stosowane było od 1911 r. wobec kształtującego się wcześniej sojuszu stronnictw galicyjskich (Stronnictwo Demokratyczno-Narodowe, Podolacy i Polskie Centrum Ludowe). Reprezentowały one prawicowe siły, głównie ze wschodniej Galicji. Sympatyzowała z nim także częściowo tzw. „fronda“ ludowa skupiona wokół Bolesława Wysłoucha.  
Poza narodowymi demokratami i konserwatystami skupiał on na wsi wschodnio-galicyjskiej niewielkie grupy dawnych stojałowszczyków. Wraz z przybudówkami endeckimi środowiska te powołały Narodowy Związek Chrześcijańsko-Narodowy, który po wyborach do Sejmu galicyjskiego w 1913 r. utworzył wraz z SD-N wspólny klub poselski - Związek Ludowo-Narodowy. Antyblok reprezentował interesy najbardziej prawicowych a zarazem antydemokratycznych i konserwatywnych środowisk polskich we wschodniej Galicji.  
Propagując skrajny nacjonalizm skierowany przeciwko Ukraińcom, próbował pozyskać dla niego środowiska wiejskie. W sporach dzielących społeczność rusińską wspierano moskalofilów przeciwko Ukraińcom. Ugrupowanie sprzeciwiało się wszelkim reformom politycznym proponowanym przez Blok i jego metodom walki z narastającym radykalizmem społecznym. Jego głównym celem było przejęcie władzy w Galicji. 
Antyblok doprowadził do politycznego przesilenia w Galicji, ustąpienia namiestnika Michała Bobrzyńskiego i znaczącego sukcesu wyborczego tej orientacji politycznej. Istniejący od stycznia 1912 r. podolacki Klub Środka (Centrum) stał się wówczas najliczniejszym ugrupowaniem w Sejmie Krajowym (liczył bowiem 29 mandatów, czyli 18%), a wraz z narodowymi demokratami (16 mandatów) skutecznie mógł przeciwstawić się stronnictwom blokowym. W wyborach w 1913 r. Antyblok uzyskał ciche poparcie namiestnika Galicji - Witolda Korytowskiego, dzięki temu już przy zgłaszaniu kandydatów na posłów starano się eliminować kandydatury zwolenników porozumienia z Ukraińcami.  
Na licznie odbywających się wiecach przedwyborczych kandydaci antybloku zdecydowanie występowali przeciwko projektowi reformy i porozumieniu z Ukraińcami, starając się jednocześnie na zgromadzeniach przedwyborczych przeprowadzić  uchwały potępiające projekt reformy wyborczej i wzywające przyszłych posłów do jej obalenia. Jak twierdził wówczas jeden z liderów antybloku Stanisław Stadnicki, który potępiając porozumienia zawarte z Ukraińcami przez byłego namiestnika Michała Bobrzyńskiego stwierdzał jednocześnie: „my z Rusinami walki nie prowadzimy, ale z ich obecnymi przywódcami porozumieć się nie możemy i dopiero, gdy Rusini okażą chęć do zgody i zrozumieją, że i my jesteśmy gospodarzami na tej ziemi będziemy mogli z nimi rokować”.  
W wyniku wyborów nowy Sejm został zdominowany zarówno po stronie polskiej, jak i ukraińskiej przez przedstawicieli radykalnych stronnictw nacjonalistycznych. Wybory te przegrali  kandydaci umiarkowani, głoszący idee zgodnego współżycia obu narodów. Zablokowało to w praktyce możliwość przeprowadzenia reformy wyborczej. Warto nadmienić, że przeciw reformie w tym czasie wystąpił także 13 kwietnia 1913 r. episkopat polski publikując na łamach "Gazety Narodowej" list w tej sprawie. Trzeba jednak dodać, że choć wybory zakończyły się zwycięstwem partii antybloku, to ich kandydaci ponieśli także kilka dotkliwych porażek. Tak było m.in. z kandydaturą prezesa Rady Narodowej Tadeusza Cieńskiego, który w Zaleszczykach w kurii wiejskiej przegrał z Ukraińcem - Teofilem Okuniewskim. Mandat otrzymał dopiero w kurii wielkiej własności w Czortkowie.  
W sporach orientacyjnych dotyczących rozwiązania kwestii polskiej w zbliżającej się wojnie Antyblok sympatyzował z orientacją na Rosję Romana Dmowskiego. Jednocześnie ze względu na antyrosyjskie nastroje panujące w Galicji unikano publicznych deklaracji w tych niewygodnych dla siebie kwestiach.
Do czołowych działaczy Antybloku należeli: Stanisław Grabski, Stanisław Głąbiński, Tadeusz Cieński, Aleksander Skarbek, Stanisław Kasznica, Leon Jan Piniński, Andrzej Lubomirski, Aleksander Vogel.  
Po wybuchu I wojny światowej stronnictwa Antybloku stały się częścią powstałego we Lwowie Centralnego Komitetu Narodowego. 